# Poste des forces britanniques
La poste des forces britanniques (BFPO pour British Forces Post Office) est une agence exécutive du ministère de la Défense britannique qui fournit un service postal à l'armée. Les adresses de la BFPO sont utilisées pour la distribution du courrier partout dans le monde.

## Adresses postales fictives
Voici un exemple fictif d'adresse utilisée :
```
12345678 LCPL B Jones
B Company
1 Loamshire Regiment
BFPO 61
```

BFPO 61 désigne Milan. Jusqu'à la restitution de Hong Kong à la Chine en 1997, BFPO 1 était l'adresse des forces britanniques servant dans l'ancienne colonie.
Lorsqu'on envoie du courrier du Royaume-Uni à un membre des armées britanniques servant à l'étranger, l'expéditeur doit utiliser le code BFPO approprié et ne pas l'adresser dans le pays où se trouve cette personne. En effet, le coût d'envoi du courrier destiné aux forces britanniques est souvent le même que pour du courrier national, alors que si le courrier est envoyé à Chypre, en Allemagne ou au Belize, cela causera des retards dans l'acheminement.

## Le système postale-Bluey
Pour accélérer le courrier provenant des bases militaires britanniques, la BFPO a développé un système hybride de courrier appelé "e-Bluey", grâce auquel les lettres peuvent être envoyées directement par courrier électronique au BFPO puis acheminées au destinataire par le circuit postal traditionnel. Le nom provient des aérogrammes qui étaient fournis aux troupes en service et à leurs familles. Des bandes adhésives sur les bords du papier permettaient de le plier et de le sceller sans enveloppe : on pouvait alors transporter plus de courrier car les lettres étaient plus légères. À cause de leur papier bleu, ces lettres étaient appelées "blueys", et le nom prit une connotation affective à cause de l'importance de ces lettres rares provenant d'un être cher. "e-Bluey" s'imposait comme le nom idéal pour le système électronique des postes de l'armée.

## Cas particulier pour l’Irlande
Pour des raisons de sécurité, le courrier destiné à des adresses civiles en Irlande du Nord et en Irlande doit être remis directement au personnel de la BFPO et ne doit pas avoir d'adresse militaire d'expéditeur sur l'enveloppe. Ce courrier ne peut pas non plus être envoyé en utilisant le système électronique.